# ورزشگاه ویکتوریا
ورزشگاه ویکتوریا (به انگلیسی: Victoria Stadium) یک ورزشگاه چند منظوره در جبل طارق می‌باشد. هم‌اکنون این ورزشگاه بیشتر برای برگزاری مسابقات فوتبال مورد استفاده قرار می‌گیرد و گنجایش ۵۰۰۰ نفر را نیز دارا می‌باشد. این ورزشگاه در نزدیکی فرودگاه جبل طارق واقع شده‌است. این ورزشگاه به افتخار همسر خیر خواه و بشر دوست جبل طارقی، جان مکینتاش نام گذاری شده‌است. این زمین همچنین از سال ۱۹۹۳ میزبانی مسابقات کریکت را نیز دارا می‌باشد.
در ماه مه ۲۰۱۳ در طی پذیرش اتحادیه فوتبال جبل طارق به عنوان عضو رسمی یوفا،انتظار می‌رود ورزشگاه پوینت اروپا (Europa Point Stadium) جایگزین ورزشگاه ویکتوریا برای برگزاری مسابقات تیم ملی فوتبال جبل طارق شود.